# Elrick Irastorza
Pour le joueur français de pelote basque, voir Éric Irastorza.
Le général Elrick Irastorza, né le 29 septembre 1950 à Maillezais (Vendée), est un général d'armée français. Entre le 2 juillet 2008 et le 31 août 2011, il a exercé les fonctions de chef d'état-major de l'armée de terre.

## Biographie
Après avoir fait ses études au lycée militaire d'Autun, il entre à l'école spéciale militaire de Saint-Cyr, promotion Charles-de-Gaulle, entre 1970 et 1972. Choisissant de servir dans les troupes de marine, il sera affecté successivement au 3e RIMa et 2e RPIMa avant de commander une compagnie au 8e RPIMa. En 1979 la 11e compagnie était commandée par le capitaine Irastorza,.
Chef du centre d'instruction pré-militaire de Montpellier, il sert ensuite comme rédacteur au bureau logistique de la 3e Région militaire. Après son cursus à l'École de guerre, il sert comme chef du bureau opérations au RIMaP-NC.
En 1991, il est nommé chef de corps du 8e RPIMa avant de prendre le commandement d'un bataillon de l'APRONUC au Cambodge en 1992.
Il sert ensuite à la Direction du personnel militaire de l'Armée de terre (DPMAT) où il occupe plusieurs postes jusqu'à devenir, en 2000, sous-directeur chargé du recrutement.
En 2004, il est nommé adjoint au général commandant la Force d'action terrestre.
Commandant en chef de l'opération Licorne en Côte d'Ivoire de juin 2005 à juin 2006, il devient le 1er août 2006 major général de l'armée de terre et élevé à la même date au rang de général de corps d'armée. Du 2 juillet 2008 au 31 aout 2011, il fut le chef d'état-major de l'armée de terre avec le rang de général d'armée.
À l'issue de l'accident de Carcassonne au 3eRPIMa qui a provoqué la démission du chef d'état-major de l'armée de terre (CEMAT) en place, le général Bruno Cuche, il prend par anticipation, le 6 juillet 2008 les fonctions de CEMAT jusqu'au 31 août 2011, date de son adieu aux armes
.

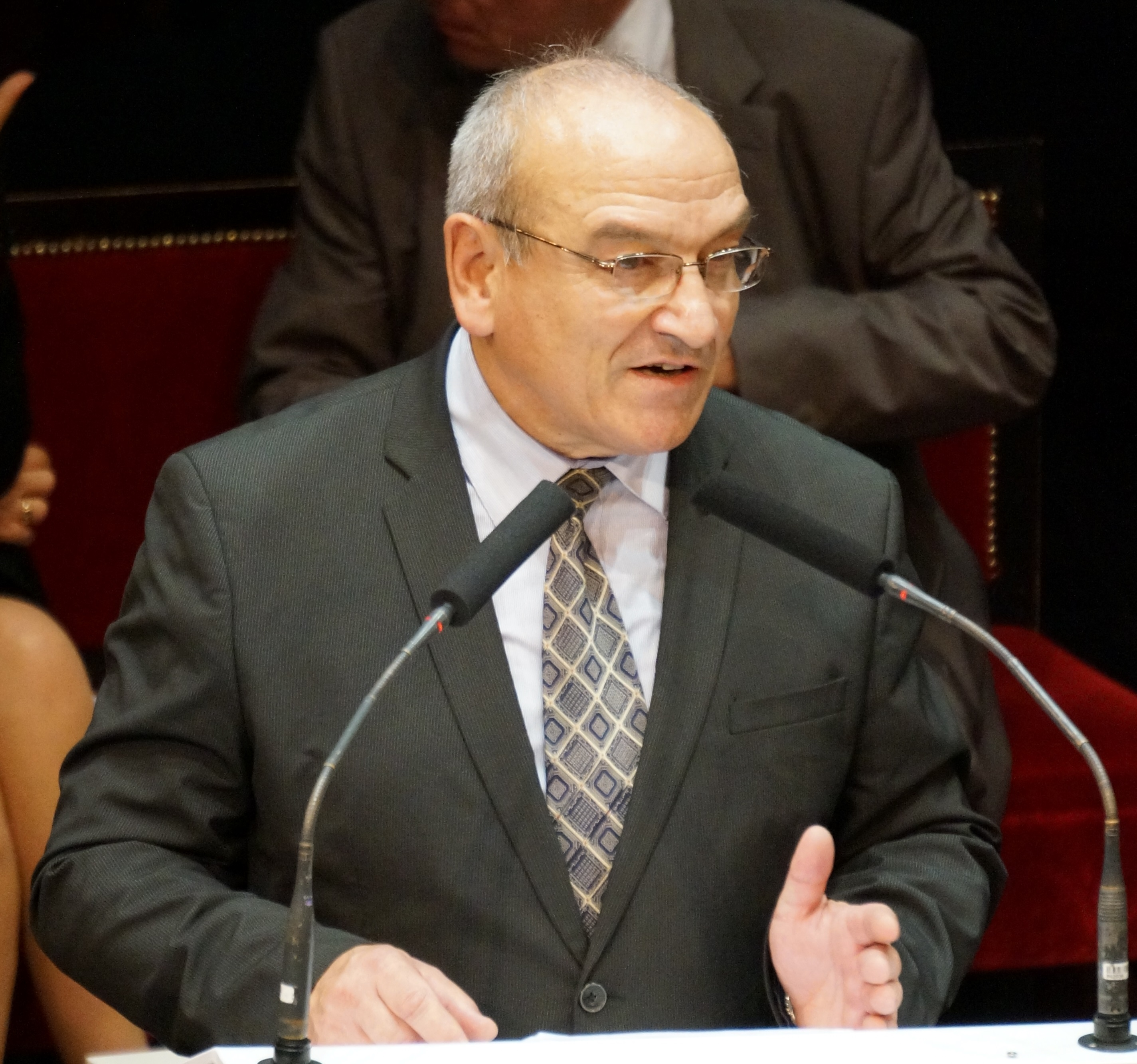
Président de la Mission du centenaire de la Première Guerre mondiale.

Le général Elrick Irastorza est grand officier de l'ordre de la Légion d'honneur. Il est président de la Mission du centenaire de la Première Guerre mondiale.

## Décorations
|  |  |  |
|  |  |  |
|  |  |  |
|  |  |  |

### Intitulés
- Grand officier de la Légion d'honneur[7]
- Commandeur de l'ordre national du Mérite[8]
- Croix de la Valeur militaire (4 citations dont 1 palme)
- Croix du combattant
- Médaille d'Outre-Mer
- Médaille de la Défense nationale, échelon bronze
- Médaille de reconnaissance de la Nation
- Médaille des Nations unies pour l'APRONUC
- Commandeur de la Legion of Merit
- Croix d’honneur des forces armées allemandes niveau or

## Publications
- La tranchée des poncifs, ed. Pierre de Taillac, 2019  (ISBN 978-2364451513)[9]